# Střízlík obecný
Střízlík obecný (Troglodytes troglodytes) je drobný zpěvný pták z čeledi střízlíkovitých (Troglodytidae).

## Popis

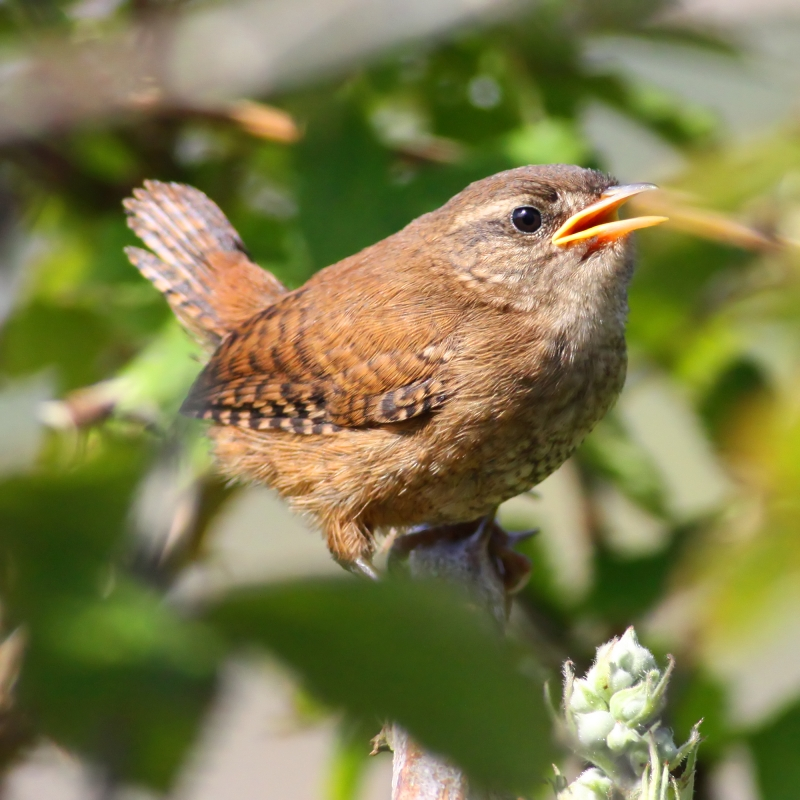
Mladý pták

Je nápadně malý, dorůstá sotva 9–10 cm a náleží tak k vůbec nejmenším ptákům Evropy. V rozpětí křídel měří 13–17 cm a váží 6–12 g. Má krátké zavalité tělo, krátký ocas, který drží většinou vzpřímený a delší, tenký, na konci zašpičatělý zobák. Svrchu je hnědý, černě pruhovaný, spodinu těla má šedou, nad okem je patrný světlejší pruh. Oči má černé, zobák tmavě hnědý a končetiny světle hnědé. Obě pohlaví jsou si přitom zbarvením velice podobná.

## Hlas
Jeden z nejhlasitějších ptáků Evropy. Zpěv je velmi hlasitý, výrazný, kolísavý a náhle zakončený. Dále lze u něj zaslechnout také protáhlé varovné „cerrr“ nebo výrazné „tek tek“, kterým se ozývá při vábení.

## Rozšíření
Vyskytuje se téměř v celé Evropě s výjimkou části Skandinávského poloostrova a Islandu, na území severní Afriky, v západní, střední a východní Asii a v Severní Americe. V závislosti na jednotlivých oblastech je pak buď stálý nebo tažný na krátkou vzdálenost. Evropská populace druhu čítá na 23–40 miliónů párů. Na území České republiky se vyskytuje celoročně, počet zde hnízdících párů čítá 100–200 000 a počet zimujících ptáků pak 70–140 000 jedinců.
Žije v lesích všeho typu s hustým podrostem, také v parcích, zahradách a větších houštinách.

## Chování
Zdržuje se především na zemi nebo těsně nad ní. Je celoročně teritoriální a s výjimkou hnízdního období samotářský. Výjimku představují pouze mladí ptáci, kteří mohou až do dosažení věku jednoho roku tvořit menší skupiny, a zimní období, kdy se na noc dospělí ptáci sdružují do menších skupin a vzájemně přitisknutí k sobě tak lépe přečkávají nepříznivé teploty.

## Potrava
Jeho potrava je zastoupena především živočišnou složkou. Tu představují zvláště pavouci, roztoči, malí korýši, stejnonožci, stonožky, hmyz, jeho vajíčka a larvy. Rostlinná složka, kterou tvoří semena a bobule, se v jeho potravě objevuje jen vzácně.

## Hnízdění

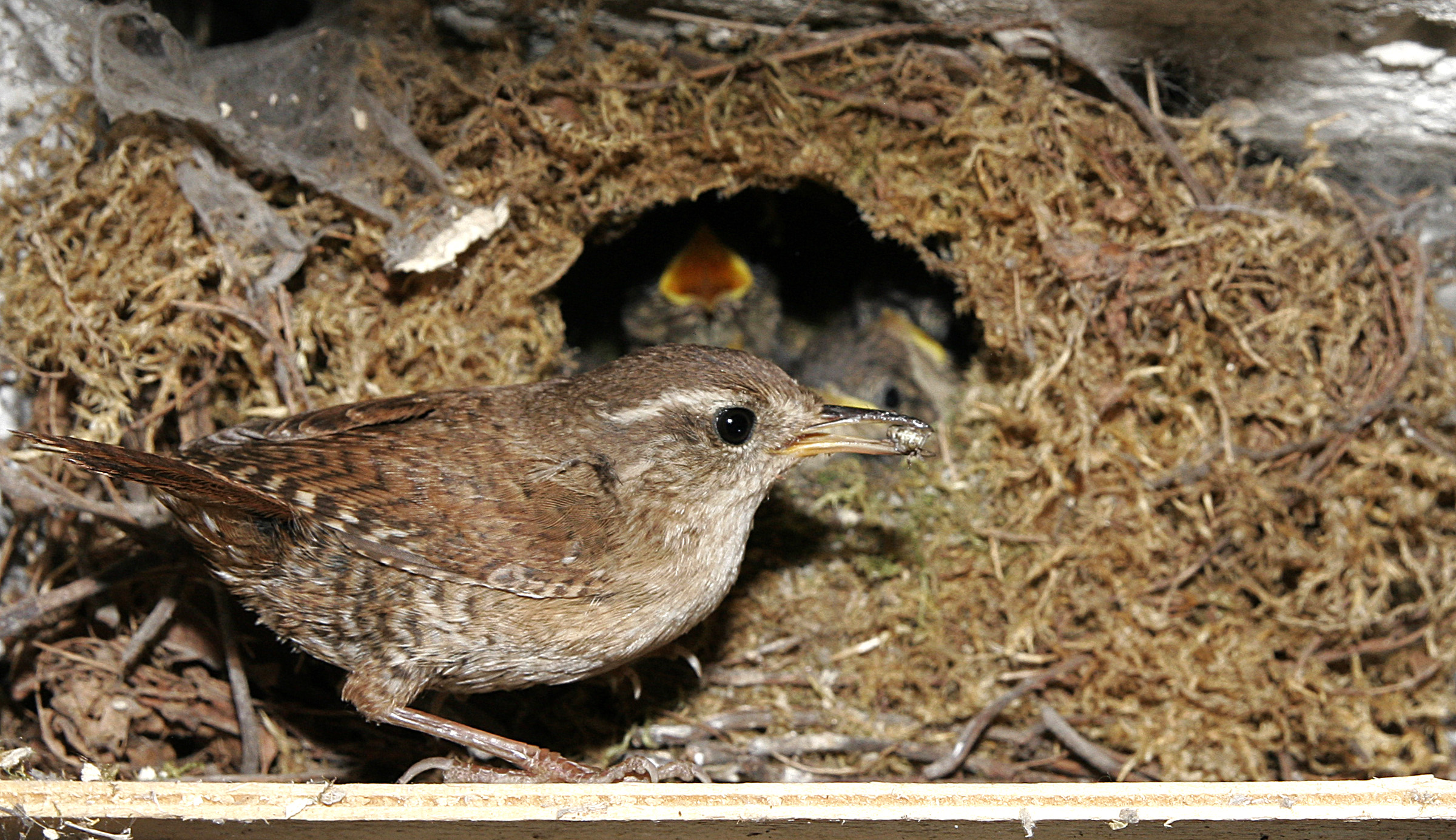
Samice u hnízda s mláďaty

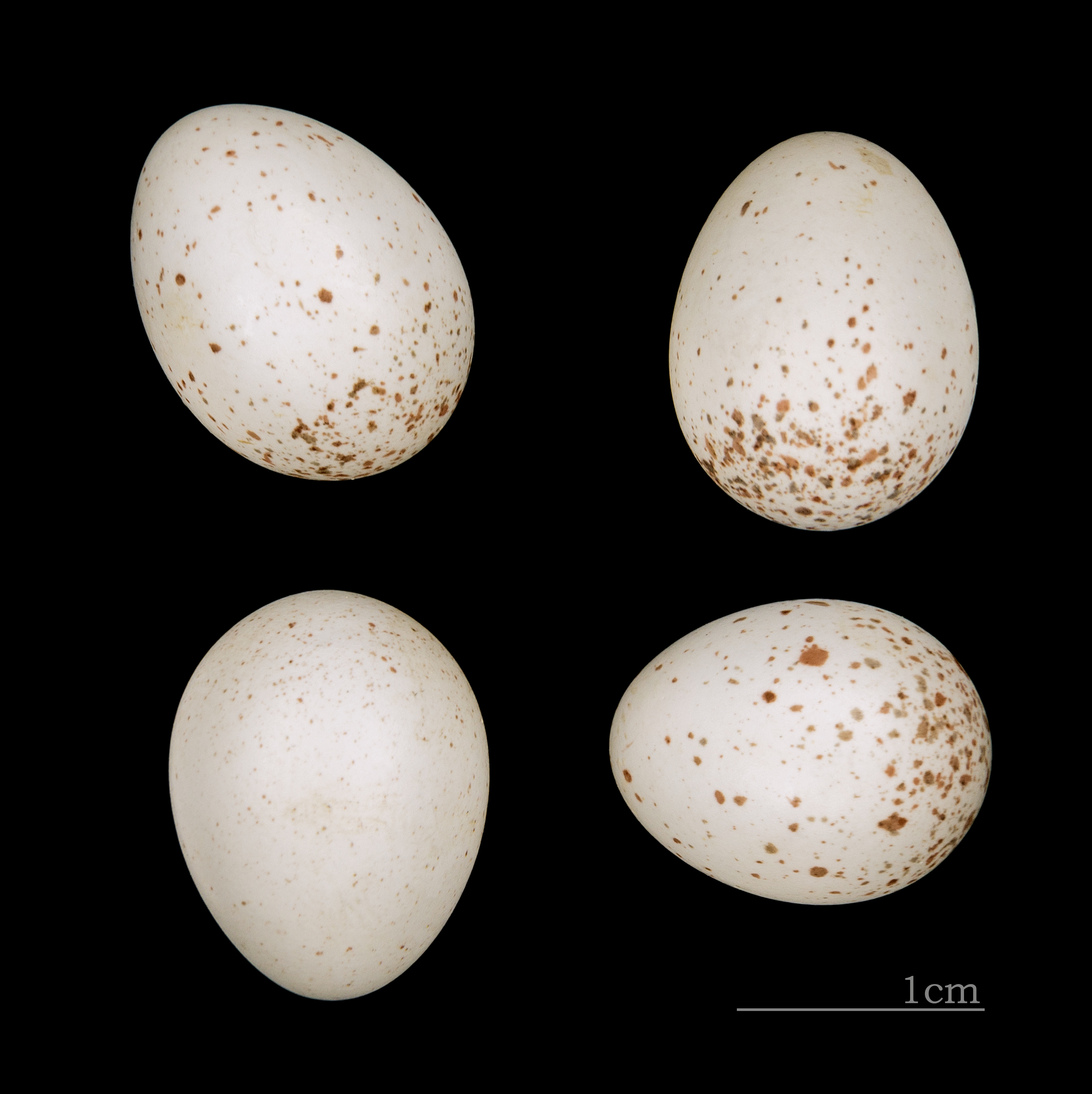
Troglodytes troglodytes

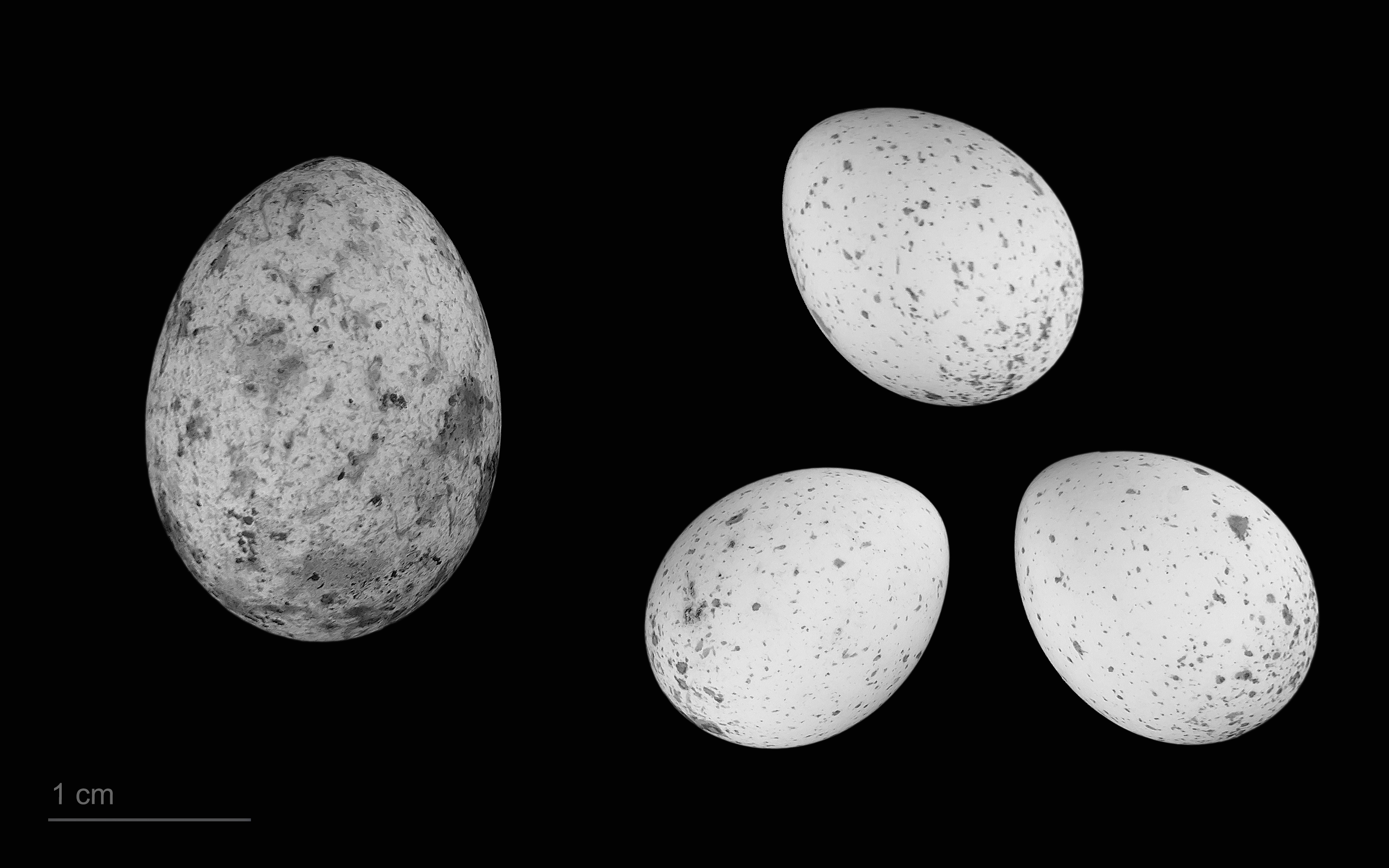
Cuculus canorus canorus + Troglodytes troglodytes

Hnízdí v rozmezí od dubna do července, a to dvakrát ročně. Samci jsou vysoce polygamní, což znamená, že jeden samec má ve svém teritoriu více hnízdících samic (nejčastěji 2–3, ve výjimečných případech až 4). Sám staví několik hnízd, z nichž si samice sama jedno vybere. Hnízdo umísťuje mezi kořeny stromů, do štěrbin ve zdi, kmenech stromu nebo ve skále, obvykle ve výšce pod 2 m nad zemí. Jedná se o uzavřenou kulovitou stavbu z trávy, mechu, lišejníků a listů s vchodem po straně. V jedné snůšce bývá 5–8 bílých, slabě skvrnitých vajec, na jejichž 14–16denní inkubaci se podílí pouze samice. O mláďata, která hnízdo opouští po 15–18 dnech, pak pečují oba rodiče. Střízlík obecný bývá také častým hostitelem kukačky.
Dožívá se průměrně 3–4, ve výjimečných případech i 6–7 let.

## Predátoři
Největší hrozbu pro něj představuje kočka domácí (Felis silvestris f. catus), liška obecná (Vulpes vulpes), kuna (Martes sp.), krahujec obecný (Accipiter nisus), jestřáb lesní (Accipiter gentilis) a dravci rodu Falco.